# Unité de mesure en informatique
 (décembre 2018).
Si vous disposez d'ouvrages ou d'articles de référence ou si vous connaissez des sites web de qualité traitant du thème abordé ici, merci de compléter l'article en donnant les références utiles à sa vérifiabilité et en les liant à la section « Notes et références ».
Les unités de mesure suivantes sont utilisées en informatique pour quantifier la taille de la mémoire d'un dispositif numérique (ordinateur, Baladeur numérique, etc.), l'espace utilisable sur un disque dur, une clé USB, la taille d'un fichier, d'un répertoire ou autre.
On peut utiliser avec la plupart de ces unités :
- soit des préfixes binaires (kibi- multiplie par 210 soit 1 024 ; mébi- par 220 soit 1 048 576 ; gibi- par 230 soit 1 073 741 824, etc.)
- soit des préfixes du Système international d'unités (SI) (kilo- (k) multiplie par 1 000 ; méga- (M) par 1 0002 ; giga- (G) par 1 0003, etc.)

## Unités de taille de mémoire

### Taille variable
Les unités suivantes ont des tailles variables suivant l'architecture, voire suivant le programme sur une même architecture :
bytel'unité d'allocation la plus petite qu'on puisse adresser, en général, sur une architecture ou un compilateur. Sur la majorité des architectures sa taille est de un octet. N'ayant pas une taille fixe, utiliser cette unité pour désigner une taille de mémoire indépendamment de l'architecture est un abus de langage. Le byte n'est pas une unité du système international qui recommande l'octet, même en anglais. Son symbole non officiel est b et parfois B pour le distinguer du symbole du bit. Ce terme a été inventé par Werner Buchholz (en) en remplaçant le i du mot anglais bite par un y pour ne pas le confondre avec bit (bite signifiant morceau, en allusion au découpage de l'information en paquets de bits),.
Motà l'origine, un mot désignait une unité de 16 bits (2 octets) sur la plupart des architecture. La taille d'un mot pouvait cependant varier et était généralement basée sur la taille du bus de données du processeur.
double-motun entier ayant deux fois la taille d'un mot, généralement 32 bits (4 octets).
Runeseize bits. Ce terme fut introduit pour tenter de dissiper la confusion régnant autour du terme « mot » (anglais word), qui signifie souvent 16 bits mais peut aussi valoir 32 ou 64 bits selon le processeur.
Quadun entier ayant 4 fois la taille d'un mot, généralement 64 bits (8 octets). Aujourd'hui, il peut être question d'un "Quad" float, d'un mot en précision quadruple par rapport à un mot de précision simple (float sur 32 bits) ou double (double sur 64 bits). En nombre flottant, il s'agit d'un nombre codé 128 bits. Ces termes sont dérivés de ceux utilisé par le langage C.
Calcul2 à la puissance du nombre de bits donne l'espace d'adressage d'un micro-processeur.

### Taille fixe
- Bit : unité de mesure de base, son symbole est b ou bit. Le bit (anglais binary digit, « chiffre binaire ») représente la plus petite unité de mémoire utilisable sur un ordinateur. Cette mémoire ne peut prendre que deux valeurs, la plupart du temps interprétées comme 0 ou 1. Les autres unités de mesure ne correspondent qu'à des regroupements de bits.
- Quartet ou nibble : la moitié d'un octet, soit quatre bits[3].
- Septet : sept bits.
- Octet : un octet est composé de huit bits. Son symbole normalisé est o. Il peut prendre 28, soit 256 valeurs différentes. En représentation « non signé » classique il s'agit des valeurs de 0 à 255 ; en représentation complément à deux il s'agit des valeurs de -128 à +127. (il existe d'autres représentation des nombres entiers)
- seizet ou doublet : seize bits. Voir l' ISO/CEI 10646 (F) et les seizets d'indirection en UTF-16. Sur le modèle d'octet et de seizain (pièce de 16 vers). Le seizet est devenu la représentation des caractères utilisée sous Windows car il permet de coder quasiment tous les caractères de toutes les langues vivantes.
- trente-deuzet ou quadlet[4] (terme peu usité) : trente-deux bits. Sur le modèle d'octet et de trente-deuxain (drap dont la chaîne était composée de 32 fois cent fils).
- octlet : soixante-quatre bits[réf. nécessaire]

## Unités des moniteurs d'affichage
Ces unités sont très souvent utilisées dans les jeux-vidéo, afin de connaître précisément la fluidité de l'animation.
- Trames par seconde (TPS) ou images par seconde (IPS) : Nombre d'images affichées en une seconde, aussi (en) Frames per second (FPS).
- pixel : l'unité d'affichage la plus petite. En général composée de trois points de couleur rouge, vert et bleu, pour un écran couleur.
- rémanence : temps pour un pixel pour passer de son intensité lumineuse la plus forte à la plus faible. La rémanence est un problème sur les écrans à cristaux liquides.
- ppi : pixel per inch ou pixel par pouce
- diagonale : souvent indiquée en pouce (à l'encontre de toutes les réglementations), la diagonale est une donnée trompeuse. Sur un tube cathodique, il s'agit de la diagonale du tube et non de la partie visible. Avec les écrans à cristaux liquides, il s'agit de la diagonale de la partie visible. Notez aussi qu'il est trompeur de comparer une diagonale d'un écran 16/9 et d'un écran 4/3, la surface effective de l'écran étant plus grande chez les écrans 4/3 pour une même diagonale.

## Unités des imprimantes
- dpi : dot per inch, c'est-à-dire points par pouce.
- ppm : page per minute, c'est-à-dire pages par minute.

## Conventions de mesure de l'affichage
Le pixel est la plus petite unité adressable sur l'écran (enfin, presque, compte tenu de l'astuce de la technique ClearType).
La définition d'écran est le produit du nombre de points selon l’horizontale par le nombre de points selon la verticale de l’affichage. Par exemple, 1024 × 768 signifie 1 024 pixels de large sur 768 pixels de haut, et donc à un nombre de 786432 pixels.
La résolution est un rapport entre la définition d’écran et sa taille physique, est exprimé en général en pixels par pouce.
Le Larousse inverse la définition des termes définitions et résolution, la 9e édition du dictionnaire de l’Académie française indique que définition est le nombre de lignes d’un format de télévision.

### Définitions courantes desécrans d'ordinateur
Note : certains constructeurs font varier les caractéristiques de leurs écrans, notamment la dimension verticale des écrans 16/9 est souvent légèrement agrandie au format 16/10 afin de permettre l'affichage d'une barre d'outil ou de navigation sous l'image. Ils omettent souvent de préciser les extensions après les lettres "GA", et confondent certaines nomenclatures (en ne précisant que le sigle sur leurs spécifications, mais pas la définition d'affichage effective...).
| Nom      | Dimensions | Taille écran indicative, elle dépend en fait du pas de masque | Nom complet (souvent un abus de langage)                                          | Date |
| -------- | ---------- | ------------------------------------------------------------- | --------------------------------------------------------------------------------- | ---- |
| QQVGA    | 160×120    | 1/2”                                                          | Quarter Quarter Video Graphics Array 4/3                                          |      |
| QVGA     | 320×240    | 1/2/3”                                                        | Quarter Video Graphics Array 4/3                                                  |      |
| HVGA     | 320*480    | ??                                                            | Half Video Graphics Array 4/3                                                     |      |
| VGA      | 640×480    | 13/15”                                                        | Video Graphics Array 4/3                                                          | 1987 |
| Hercules | 720×348    | 13/15”                                                        | Hercules Video Graphics Adapter 4/3                                               | 1982 |
| SVGA     | 800×600    | 15/17”                                                        | Super Video Graphics Array 4/3                                                    |      |
| WSVGA    | 964×544    | 17”                                                           | Wide Super Video Graphics Array 16/9                                              |      |
| XGA      | 1024×768   | 15/17”                                                        | eXtended Graphics Array 4/3                                                       | 1987 |
| WXGA-H   | 1280×720   | ”                                                             | Wide eXtended Graphics Array (pour Télévision à haute définition) 16/9 / HD ready |      |
| WXGA-H+  | 1280×800   | ”                                                             | Wide eXtended Graphics Array (pour Télévision à haute définition) 16/10           |      |
| SXGA     | 1280×1024  | 17/19”                                                        | Super eXtended Graphics Array 5/4                                                 |      |
| WXGA     | 1366×768   | 12/15/17”                                                     | Wide eXtended Graphics Array (pour Télévision à haute définition) 16/9            |      |
| WXGA+    | 1440×900   | 17”                                                           | Wide eXtended Graphics Array + 16/10                                              |      |
| SXGA+    | 1400×1050  | 19/20/21”                                                     | Super eXtended Graphics Array + 4/3                                               |      |
| WSXGA    | 1600×1024  | 20/21”                                                        | Wide Super eXtended Graphics Array 25/16                                          |      |
| WSXGA+   | 1680×1050  | 20/21/22”                                                     | Wide Super eXtended Graphics Array + 16/10                                        |      |
| UXGA     | 1600×1200  | 17/20/21”                                                     | Ultra eXtended Graphics Array 4/3                                                 |      |
| WUXGA    | 1920×1080  | 23”                                                           | Wide Ultra eXtended Graphics Array 16/9 / Full HD                                 |      |
| WUXGA+   | 1920×1200  | 24”                                                           | Wide Ultra eXtended Graphics Array + 16/10                                        |      |
| QXGA     | 2048×1536  | 20/22”                                                        | Quantum eXtended Graphics Array 4/3                                               |      |
| QHD      | 2560x1440  | 27/30’’                                                       | Quad High Definition 16/9 / Couramment dénommé 2K ou 1440p                        |      |
| WQXGA    | 2560×1600  | 30”                                                           | Wide Quantum eXtended Graphics Array 16/10                                        |      |
| QSXGA    | 2560×2048  | ”                                                             | Quad Super eXtended Graphics Array 5/4                                            |      |

### Définitions moins courantes des écrans d'ordinateur
| Nom    | Dimensions   | Taille écran indicative, elle dépend en fait du pas de masque | Nom complet (souvent un abus de langage)      | Date |
| ------ | ------------ | ------------------------------------------------------------- | --------------------------------------------- | ---- |
| WQSXGA | 3200×2048    | ”                                                             | Wide Quad Super eXtended Graphics Array 25/16 |      |
| QUXGA  | 3200×2400    | ”                                                             | Quad Ultra eXtended Graphics Array 4/3        |      |
| WQUXGA | 3840×2400    | ”                                                             | Wide Quad Ultra eXtended Graphics Array 16/10 |      |
| HXGA   | 4096×3072    | ”                                                             | Hex eXtended Graphics Array 4/3               |      |
| WHXGA  | 5120×3200    | ”                                                             | Wide Hex eXtended Graphics Array 16/10        |      |
| HSXGA  | 5120×4096    | ”                                                             | Hex Super eXtended Graphics Array 5/4         |      |
| WHSXGA | 6400×4096    | ”                                                             | Wide Hex Super eXtended Graphics Array 25/16  |      |
| HUXGA  | 6400×4800    | ”                                                             | Hex Ultra Super eXtended Graphics Array 4/3   |      |
| UHDV   | 7680×4320    | 317”                                                          | Ultra High Definition Video 16/9              |      |
| WHUXGA | 7680×4800    | ”                                                             | Wide Hex Ultra eXtended Graphics Array 16/10  |      |
| QHXGA  | 8192×6144    | ”                                                             | Quad Hex eXtended Graphics Array 4/3          |      |
| H²XGA  | 16384×12 288 | ”                                                             | Hex Hex eXtended Graphics Array 4/3           |      |

## Unités de débit
Ces unités de mesure servent à mesurer un débit (maximal) d'information entre deux points d'un réseau informatique.
- Les mesures s'effectuent généralement en bit/s (bits par seconde, bps en anglais) ou bauds (nombre de symboles par seconde).

Ces unités sont utilisées pour les modems, l'ADSL, les ports série, les concentrateurs , et les cartes réseaux.
Lors de l'accès à un disque (CD-ROM, DVD, CD-RW, disque dur, disquette, clé USB), des unités différentes sont peut-être utilisés.

## Unités de vitesse de traitement en virgule flottante
La vitesse de traitement de la partie virgule flottante, dite FPU (Floating Point Unit), d'un processeur est exprimée en opérations par seconde, les FLOPS (Floating Point Operations Per Second).
- Flops (unité)
- Kiloflops  [kFlops] (103  Flops, (1000 Flops))
- Mégaflops  [MFlops] (106  Flops, (1000 kFlops))
- Gigaflops  [GFlops] (109  Flops, (1000 MFlops))
- Teraflops  [TFlops] (1012 Flops, (1000 GFlops))
- Pétaflops  [PFlops] (1015 Flops, (1000 TFlops))
- Exaflops   [EFlops] (1018 Flops, (1000 PFlops))
- Zettaflops [ZFlops] (1021 Flops, (1000 EFlops))
- Yottaflops [YFlops] (1024 Flops, (1000 ZFlops))

## Unités de mesure
| Dimension en pouces | Dimension en cm |
| ------------------- | --------------- |
| 3½                  | 9               |
| 5¼                  | 13              |
| 14                  | 36              |
| 15                  | 38              |
| 17                  | 43              |
| 19                  | 48              |
| 21                  | 53              |
| 42                  | 106             |

En raison de la taille du marché anglo-saxon et du dynamisme de la recherche et développement en informatique aux États-Unis, les dimensions sont fréquemment exprimées en unités de mesure anglo-saxonnes, et notamment en pouces, bien que cela soit contraire à la norme internationale. La loi française (article R.643-2  du Code pénal) oblige les vendeurs à indiquer l'équivalent en mètre (ou par exemple en centimètre), afin de garantir une information juste du consommateur, client, en lui permettant la comparaison des données.
Le tableau ci-contre donne quelques exemples d'équivalences. Curieusement les disquettes de « trois pouces et demi » sont en fait spécifiées comme faisant 90 mm (la norme est d'origine japonaise) et mesurent en réalité 1⁄32 pouce de plus que 3 ½.
En revanche, le millimètre est universellement adopté pour les épaisseurs de disques durs (9 mm, 9,5 mm, etc.)